# Dombeya bemarivensis
Dombeya bemarivensis är en malvaväxtart som först beskrevs av Bénédict Pierre Georges Hochreutiner, och fick sitt nu gällande namn av Arenes. Dombeya bemarivensis ingår i släktet Dombeya och familjen malvaväxter.

## Underarter
Arten delas in i följande underarter:
- D. b. coursii
- D. b. humbertii